# Sebourg
Sebourg (ndl.: "Seburg") ist eine französische Gemeinde mit 1.972 Einwohnern (Stand 1. Januar 2022) im Département Nord in der Region Hauts-de-France. Sie gehört zum Arrondissement Valenciennes und zum Kanton Marly.

## Lage
Die Gemeinde Sebourg liegt an der Aunelle und an der Grenze zu Belgien, neun Kilometer östlich von Valenciennes. Umgeben wird Sebourg von den Nachbargemeinden Rombies-et-Marchipont im Norden, Honnelles (Belgien) im Osten, Eth im Südosten, Wargnies-le-Grand und Jenlain im Süden, Curgies im Südwesten sowie Estreux im Westen.

## Bevölkerungsentwicklung
| Jahr                       | 1962 | 1968 | 1975 | 1982 | 1990  | 1999 | 2006 | 2012 | 2021 |
| Einwohner                  | 1301 | 1374 | 1525 | 1556 | 61661 | 1759 | 1813 | 1969 | 1977 |
| Quellen: Cassini und INSEE |      |      |      |      |       |      |      |      |      |

## Sehenswürdigkeiten

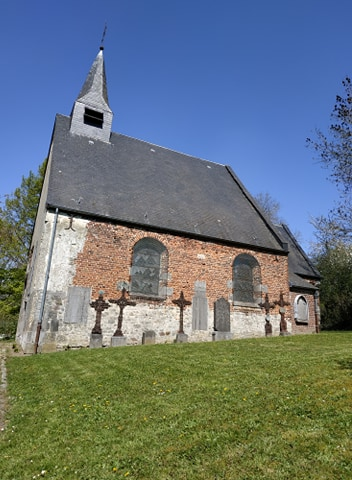
Kirche Sainte-Madeleine
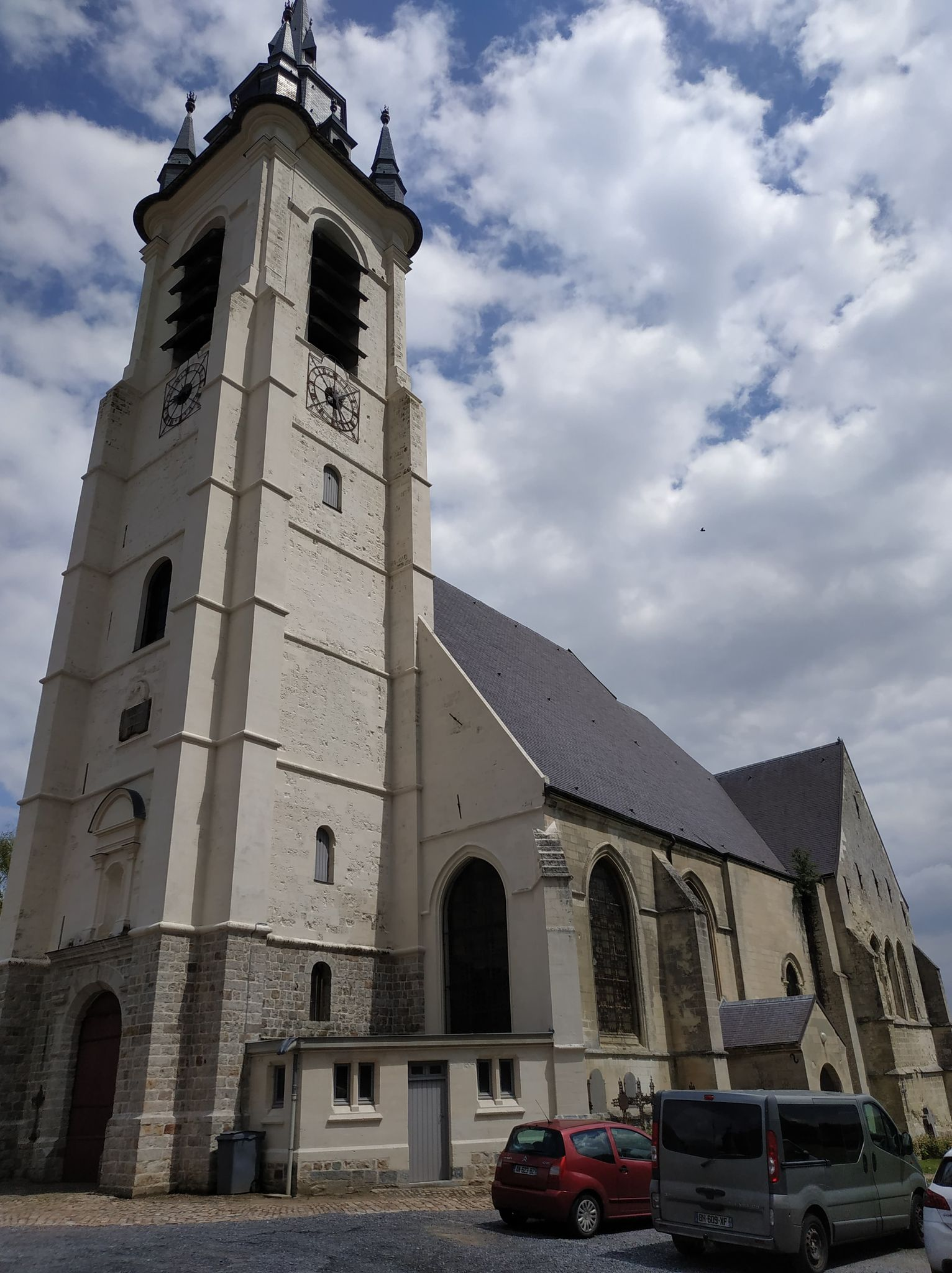
Kirche Saint-Druon, Monument historique
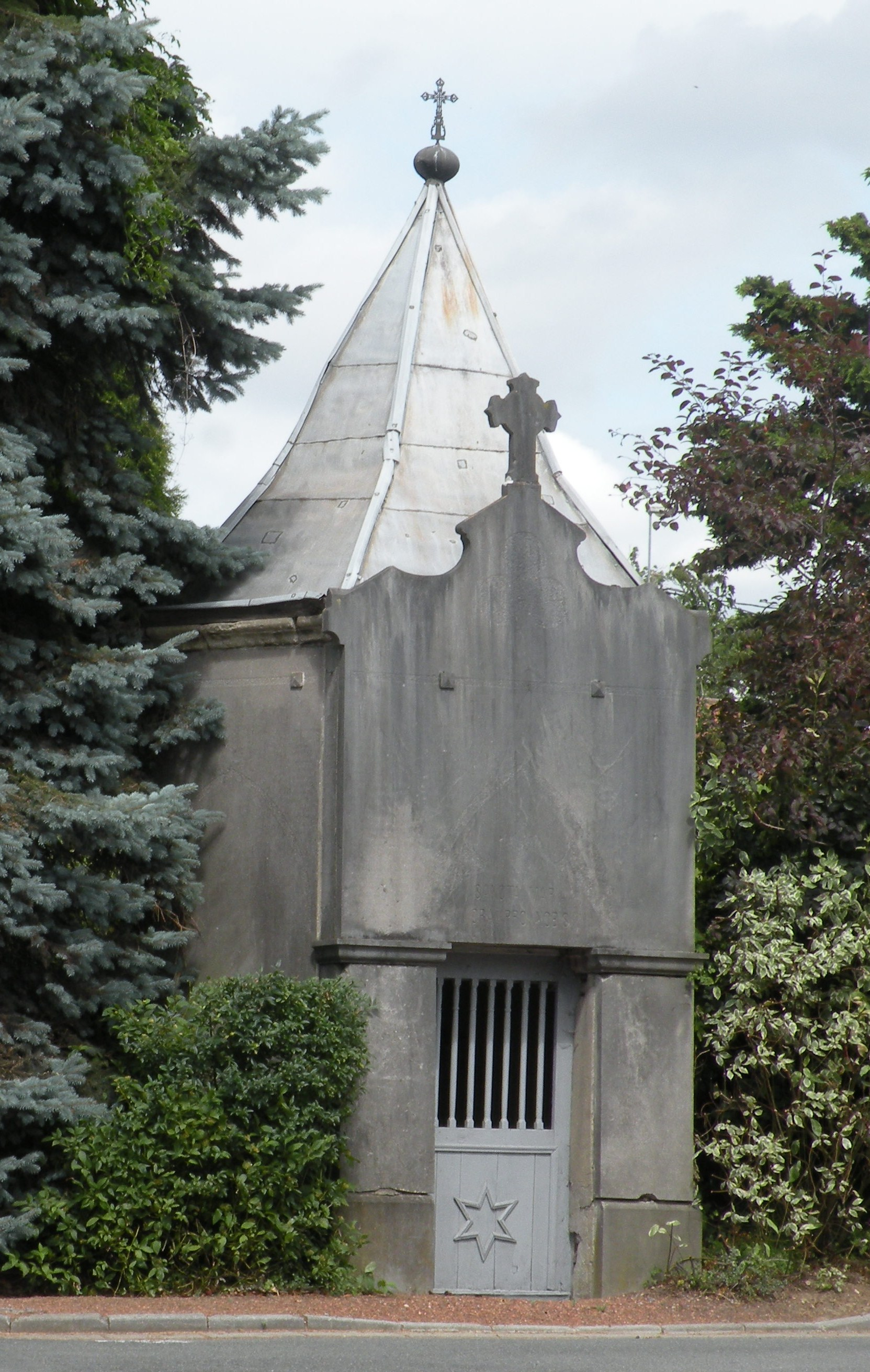
Kapelle Notre-Dame-de-Bonsecours
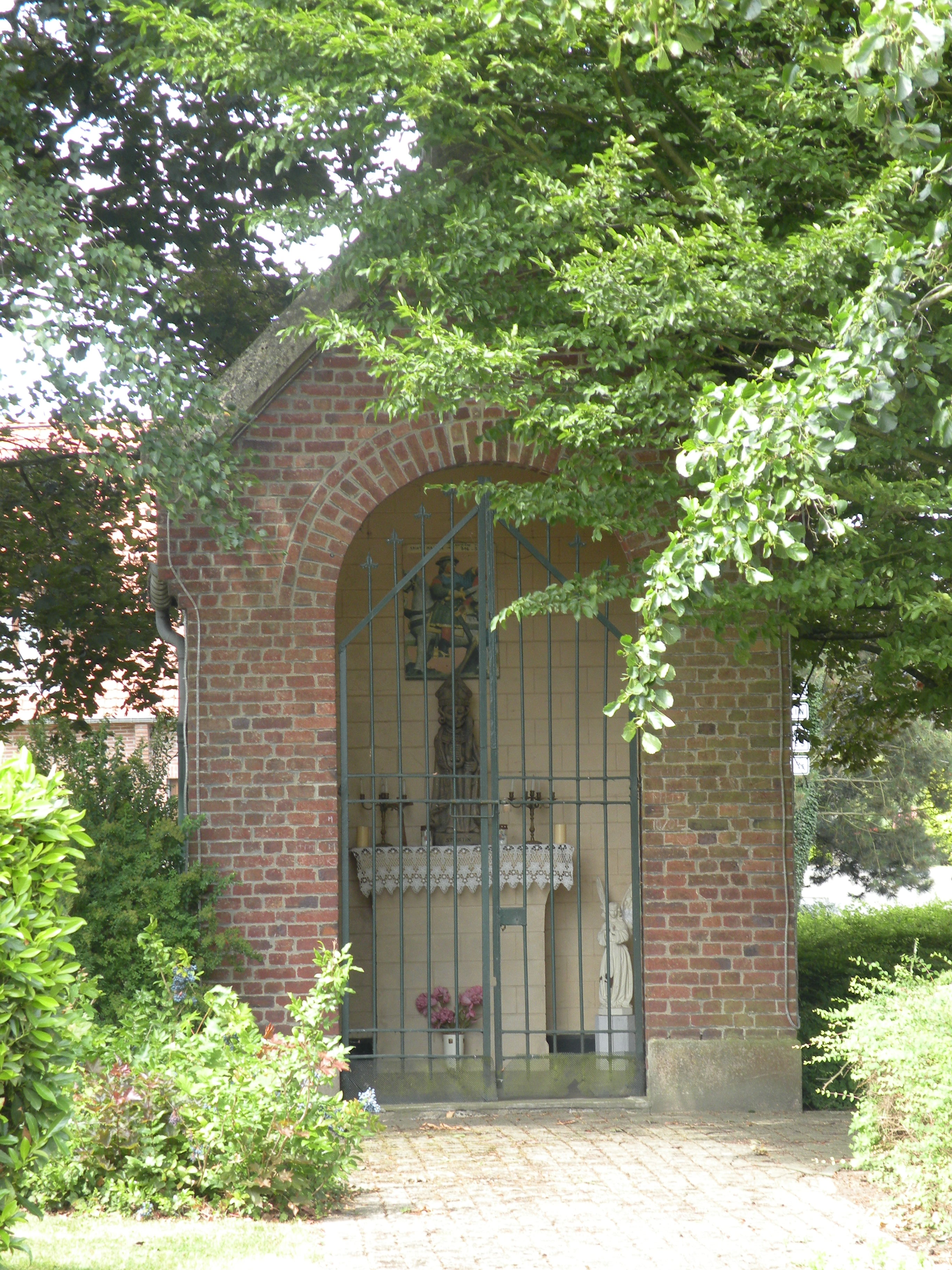
Kapelle Saint-Martin
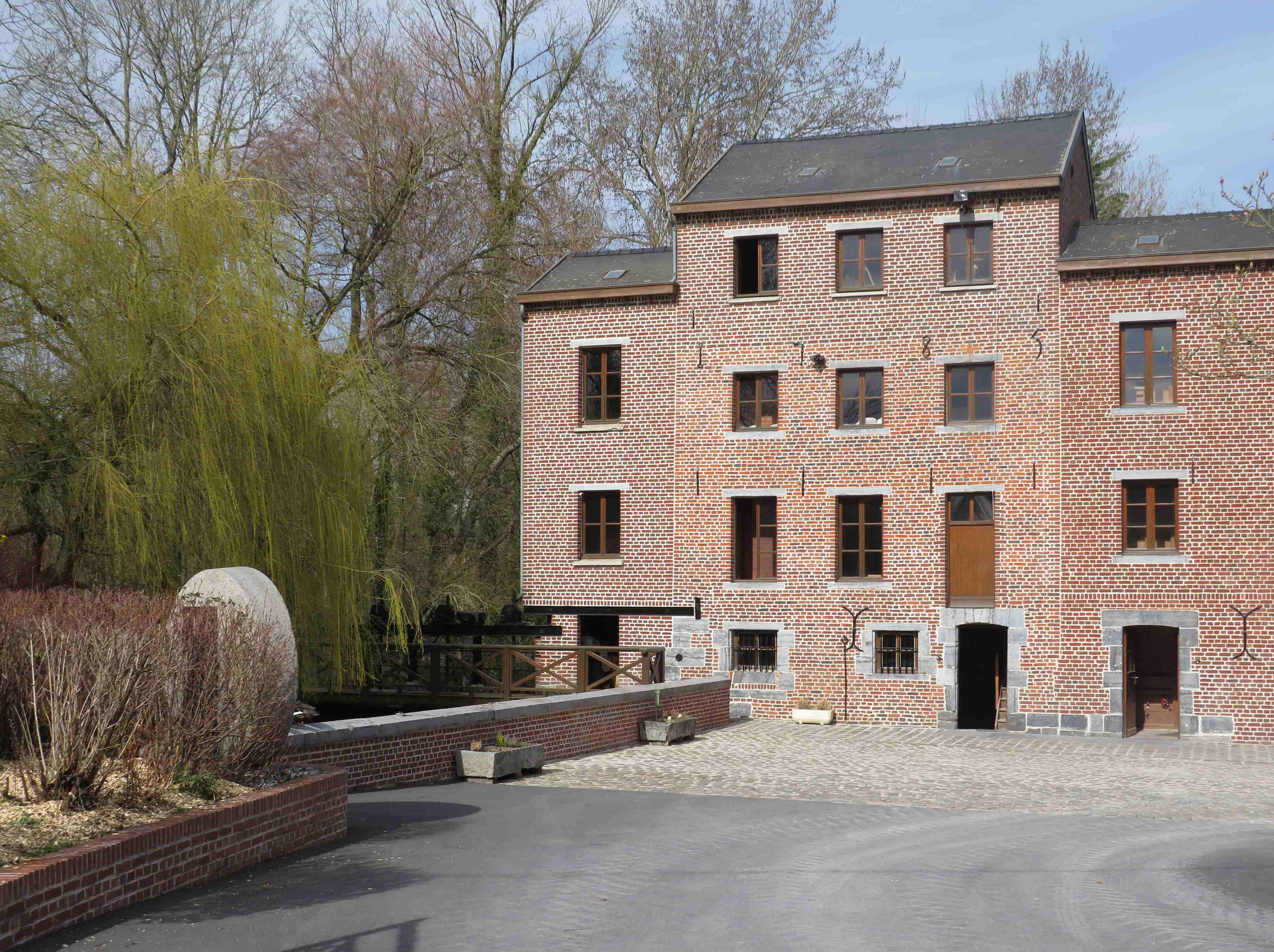
Wassermühle
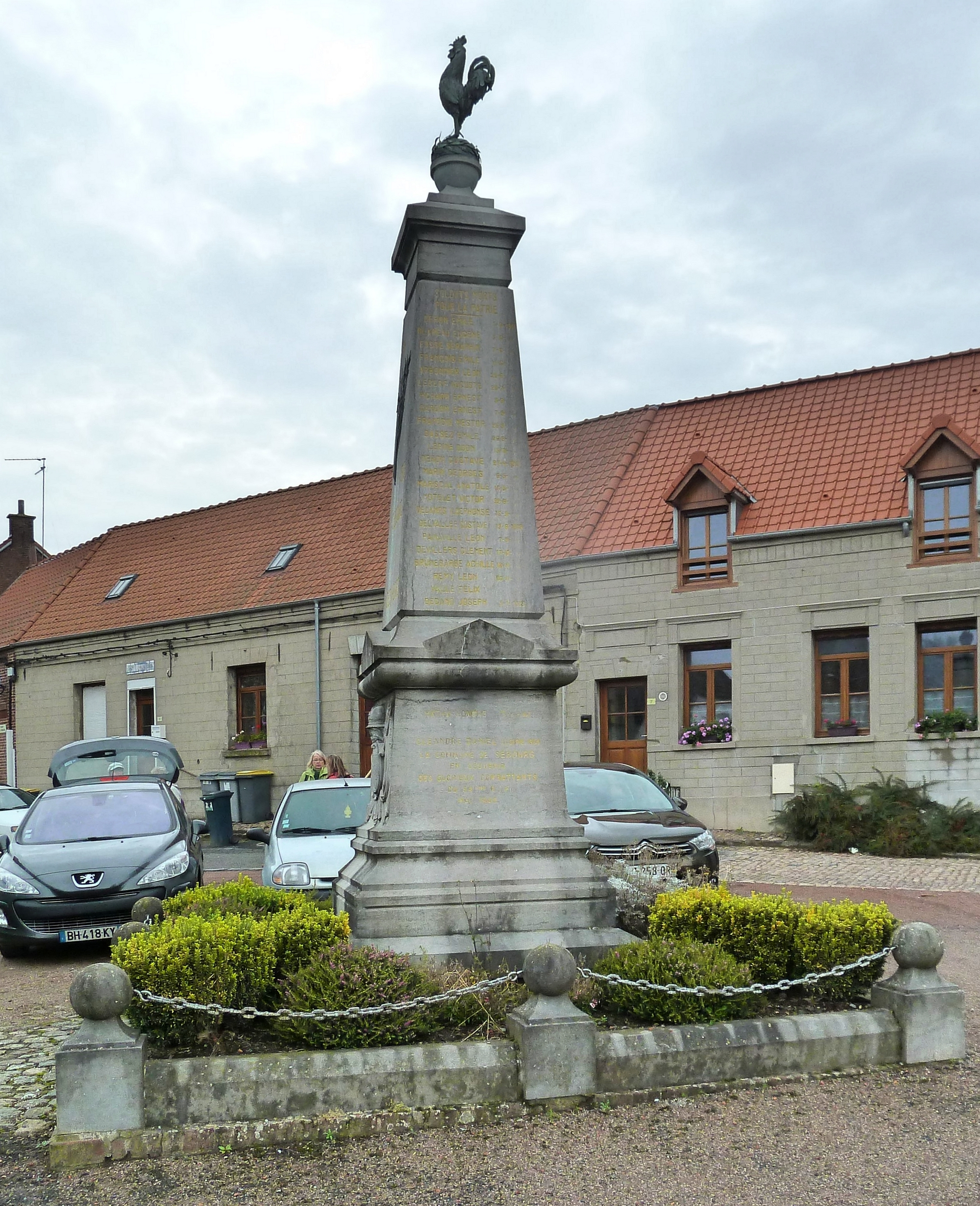
Gefallenendenkmal

- Wassermühle an der Aunelle

- Kirche Sainte-Madeleine
- Kirche Saint-Druon
- Kapelle Notre-Dame-de-Bonsecours
- Kapelle Saint-Martin
- Wassermühle
- Gefallenendenkmal